# Państwowa Inspekcja Ochrony Roślin i Nasiennictwa

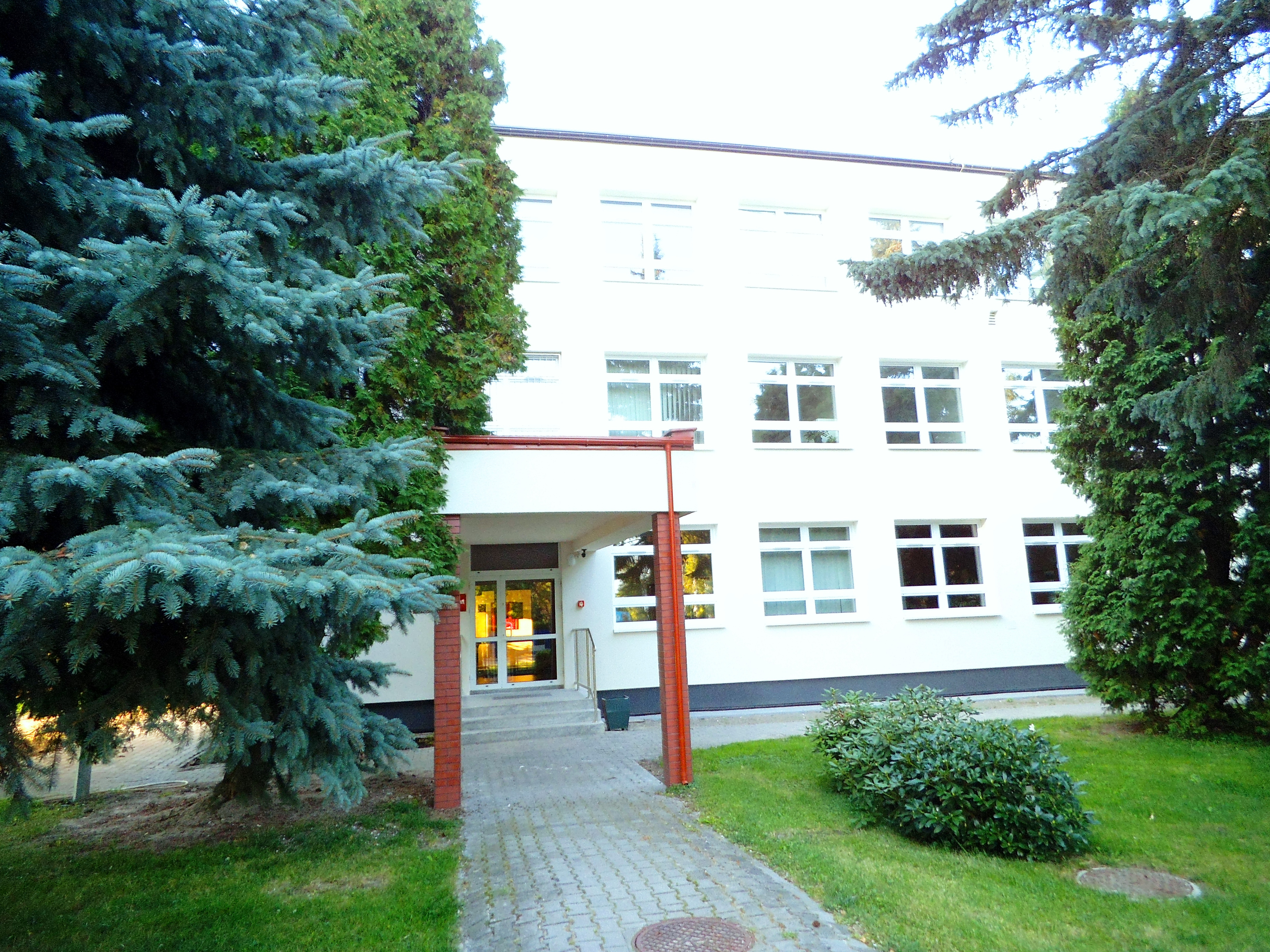
Centralne Laboratorium GIORiN w Toruniu

Państwowa Inspekcja Ochrony Roślin i Nasiennictwa (PIORiN) – państwowa osoba prawna działająca w formie agencji wykonawczej, z siedzibą przy al. Jana Pawła II 11 w Warszawie.

## Historia
PIORiN została utworzona 1 maja 2004 roku na mocy nieobowiązującej już ustawy z dnia 18 grudnia 2003 r. o ochronie roślin (Dz.U. z 2019 r. poz. 972) w wyniku przekształcenia Inspekcji Ochrony Roślin i Nasiennictwa (IORiN), która to z kolei powstała 1 kwietnia 2002 roku z połączenia dwóch uprzednio działających inspekcji: Inspekcji Ochrony Roślin istniejącej od 1945 roku i Inspekcji Nasiennej istniejącej od 1962 roku. 
Od 14 marca 2020 r. obowiązuje ustawa z dnia 13 lutego 2020 r. o Państwowej Inspekcji Ochrony Roślin i Nasiennictwa (Dz.U. z 2023 r. poz. 1992).

## Kierownictwo
- Andrzej Chodkowski – Główny Inspektor Ochrony Roślin i Nasiennictwa od 13 lutego 2016
- Tadeusz Łączyński – Zastępca Głównego Inspektora
- Monika Rzepecka – Dyrektor Generalny[1]

## Siedziba
Warszawa, al. Jana Pawła II 11

## Struktura organizacyjna
PIORIN ma następujące podstawowe biura oraz 16 Wojewódzkich Inspektoratów Ochrony Roślin i Nasiennictwa
- Biuro Ochrony Upraw i Nawozów
- Biuro Nadzoru Fitosanitarnego i Współpracy Międzynarodowej
- Biuro Nasiennictwa
- Centralne Laboratorium w Toruniu
- Biuro Dyrektora Generalnego

## Podstawowe zadania
Główne zadania podstawowych wydziałów PIORiN:
Biuro Ochrony Upraw i Techniki:
1. Opracowywanie analiz zużycia środków ochrony roślin;
2. Nadzór nad systemem badań stanu technicznego opryskiwaczy, nad prawidłowością stosowania środków ochrony roślin, nad urzędową kontrolą badania pozostałości środków ochrony roślin w płodach rolnych, nad systemem rejestracji przedsiębiorców prowadzących obrót lub konfekcjonowanie środków ochrony roślin, nad kontrolą jakości środków ochrony roślin dopuszczonych do obrotu, nad systemem szkoleń z zakresu obrotu i konfekcjonowania oraz stosowania środków ochrony roślin;
3. Opracowywanie i upowszechnianie metod ochrony przed organizmami szkodliwymi, z uwzględnieniem zasad Dobrej Praktyki Ochrony Roślin;
4. Inicjowanie i koordynowanie poradnictwa dla producentów roślin;
5. Nadzór nad systemem integrowanej produkcji;
6. Upoważnianie jednostek do prowadzenia badań skuteczności działania środków ochrony roślin i nadzór nad ich działalnością w przedmiotowym zakresie;
7. Opracowywanie projektów wytycznych, zaleceń i instrukcji z zakresu ochrony roślin i techniki;

Biuro Nadzoru Fitosanitarnego i Współpracy Międzynarodowej:
1. Ocena stanu zagrożenia roślin, produktów roślinnych i przedmiotów przez organizmy szkodliwe;
2. Opracowywanie zasad przeprowadzania kontroli roślin, produktów roślinnych i przedmiotów na obecność organizmów szkodliwych;
3. Nadzór nad systemem rejestracji, prognozowania i sygnalizacji organizmów szkodliwych, nad wprowadzaniem, rozprzestrzenianiem oraz nad pracami z wykorzystaniem organizmów kwarantannowych, roślin, produktów roślinnych i przedmiotów porażonych przez organizmy kwarantannowe lub nie spełniających wymagań specjalnych oraz roślin, produktów roślinnych lub przedmiotów, których wprowadzenie na terytorium Rzeczypospolitej Polskiej lub przemieszczanie jest zakazane,
4. Prowadzenie ewidencji występowania organizmów szkodliwych podlegających obowiązkowi zwalczania;
5. Pozyskiwanie i upowszechnianie przepisów fitosanitarnych państw trzecich dla potrzeb obsługi wywożonych roślin, produktów roślinnych i przedmiotów;
6. Sprawowanie nadzoru nad eksportem roślin, produktów roślinnych i przedmiotów, nad systemem rejestracji przedsiębiorców i paszportowania roślin, nad importem roślin, produktów roślinnych lub przedmiotów ;
7. Rozpatrywanie wniosków o dotacje z zakresu zwalczania organizmów szkodliwych;
8. Współpraca z administracją celną i innymi jednostkami uczestniczącymi w czynnościach związanych z kontrolą graniczną i certyfikacją eksportową towarów roślinnych;
9. Zatwierdzanie zawiadomień o zakwestionowanych przesyłkach i przesłanie ich do Komisji UE, EPPO i krajów pochodzenia zakwestionowanych towarów;
10. Sporządzanie okresowych informacji z wyników kontroli roślin, produktów roślinnych i przedmiotów i ich przesyłanie do Komisji i państw członkowskich UE;

Biuro Nasiennictwa:
1. Przygotowywanie i wdrażanie wytycznych w sprawach oceny i kontroli materiału siewnego;
2. Nadzór nad systemem ewidencji przedsiębiorców i rolników dokonujących obrotu materiałem siewnym oraz dostawców zajmujących się materiałem szkółkarskim i materiałem rozmnożeniowym i nasadzeniowym roślin warzywnych i ozdobnych;
3. Nadzór nad systemem pobierania prób i dokonywaniem oceny materiału siewnego;
4. Nadzór nad wydawaniem akredytacji w zakresie pobierania prób i oceny materiału siewnego oraz wydawania urzędowych etykiet i plomb;
5. Określanie stopni kwalifikacji importowanego materiału siewnego z krajów trzecich;
6. Nadzór nad pobieraniem prób oraz uczestnictwo w testach porównawczych UE